# Swami Simandhara

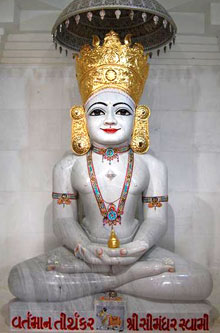
Le Tirthankara Swami Simandhara.

Swami Simandhara est un des quatre Maîtres éveillés du jaïnisme vivant encore à l'heure actuelle selon le jaïnisme,. Cependant il ne vit pas sur le continent de la cosmographie jaïne où se situe la Terre. Il est sur le continent dénommé Mahavideha. Par le contrôle sur le déplacement de son corps, un chef d'ordre du jaïnisme dit avoir eu des enseignements de Swami Simandhara; il s'agit de l'Acarya Kundakunda, moine-ascète du IIIe siècle de notre ère. Il persiste en Inde la croyance que swami Kanji (1889-1980) aurait pu se déplacer dans les continents du madhya-loka: les lieux du milieu, pour voir également Swami Simandhara. Swami Kanji est encore célébré notamment à Songadh dans l'état du Gujarat et à Jaipur.
Swami Simnadhra serait né d'une lignée royale et serait âgé de 150 000 ans; il lui en resterait 125 000 à vivre.